# (23520) Ludwigbechstein
(23520) Ludwigbechstein est un astéroïde de la ceinture principale.

## Description
(23520) Ludwigbechstein est un astéroïde de la ceinture principale. Il fut découvert le 23 septembre 1992 à Tautenburg par Freimut Börngen. Il présente une orbite caractérisée par un demi-grand axe de 2,30 UA, une excentricité de 0,12 et une inclinaison de 7,2° par rapport à l'écliptique.

## Compléments